# Alafaya
Alafaya är en ort (CDP) i Orange County, i delstaten Florida, USA. Enligt United States Census Bureau har orten en folkmängd på 78 113 invånare (2010) och en landarea på 98,3 km².